# Dothidea funesta
Dothidea funesta är en svampart som beskrevs av Kunze ex Fr. 1823. Dothidea funesta ingår i släktet Dothidea och familjen Dothideaceae.   Inga underarter finns listade i Catalogue of Life.